# Cho Jin-soo
Cho Jin-soo (조진수?, 趙珍洙?; 2 settembre 1983) è un ex calciatore sudcoreano, di ruolo centrocampista.